# Bumiayu (Selopampang)
Bumiayu is een bestuurslaag in het regentschap Temanggung van de provincie Midden-Java, Indonesië. Bumiayu telt 1598 inwoners (volkstelling 2010).